# اوتاما، فوکوشیما
اوتاما، فوکوشیما (به لاتین: Ōtama, Fukushima) یک منطقهٔ مسکونی در ژاپن است که در Adachi District واقع شده‌است. اوتاما ۷۹٫۴۶ کیلومترمربع مساحت و ۸٬۴۴۲ نفر جمعیت دارد.